# 2519 Аннаґерман
2519 Аннаґерман (1975 VD2, 1958 RA, 1958 RK, 1964 TL, 1964 VT, 1977 BG, 1979 JJ, 2519 Annagerman) — астероїд головного поясу, відкритий 2 листопада 1975 року.
Тіссеранів параметр щодо Юпітера — 3,186.